# キドカラー (飛行船)
飛行船のキドカラー (JA1001) は、1968年から1969年に掛けて、日本で第二次大戦後初めて民間によりチャーターされた、商用の軟式飛行船「飛龍号」の愛称である。
「日立キドカラー号」という通称で知られているが、これは飛行船広告のスポンサーとなった電機メーカーの日立製作所（日立）が、自社のカラーテレビの商標名「キドカラー」の宣伝・広報で使用したことにちなむ。

## 概要
飛行船はグッドイヤー社製でオーバーホールはされているものの、アメリカ合衆国から西ドイツに渡った製造後25年にもなる中古の払い下げ機であった。しかし、日本で活躍したのは僅か7ヶ月余りであった。
スペックは全長49m、高さ18m、最高時速95Km/h、巡航時速65Km/h、連続飛行時間は17時間であった。
浮揚ガスにはヘリウムが使われていたが、必要とするガスボンベは7立方メートルボンベで600本（内容積約4000m3）に達した。

## 飛行船の来日まで
日本では飛行船事業を起業する関係者により、すでに1964年に日本国内に飛行船をチャーターしようとする動きがあったが、当時の飛行船は巨額の費用を要する物であったことから、限られた資金では新品購入は元より、中古飛行船のチャーター費用ですら交渉がおぼつかなかった。
関係者は、1967年に飛行船を宣伝目的に自家用で所有していた当時の西ドイツの百貨店シュバーブ社(schwab)の飛行船（D-LISA号）のチャーターを目論んでいたが、商談は成立せず、翌年シュバーブ社がアメリカのシンガー社に買収されたことを機に、関係者がチャーターから買収に交渉を切り替えて50万マルクで飛行船の買収が成立し、ようやく戦後初めての飛行船が日本にやってくることになった。
しかし、その1年以上に及ぶ交渉の間にチャーターしたスポンサーが降りたり、その後内定したスポンサーのチャーター料の値引きの応酬があり、紆余曲折の末、日立が日本で初めての飛行船広告のスポンサーとなった。
日本には1968年7月初めに5個の木箱に梱包された飛行船が名古屋港に到着し、日本での初飛行を7月20日に決定したが、その後20日間もの税関の手続きや岐阜県の川崎重工業各務原飛行場に移動しての飛行船の組み立て、広告レタリングの貼り付けやガス注入で、当初の計画よりも大幅に日程が遅れたことから、飛行を疑問視する悪質なデマが起きてマスコミからも責め立てられることもあったが、ようやく1968年9月1日に約40日遅れで日本国内での飛行船の初飛行に成功した。
その後9月12日には岐阜県各務原市から茨城県龍ケ崎市まで長時間フライトを行なったが、飛行船の見物で交通渋滞が起きるなどのトラブルが起きた。
10月18日の営業飛行以降は、ザ・ピーナッツが歌っていた「日立キドカラーの歌」を飛行船に搭載したスピーカーより流しながら、日とともに北から西に移動したが、その先々の飛行船の係留地が数百台の車や数千人の見物客で混雑して騒動となるなど、日本各地で飛行船フィーバーが起きた。

## 飛行船の崩壊とその後
1969年4月4日の夜に徳島県徳島市津田海岸町の埋め立て地で係留中の飛行船が、22時頃には風速30m以上にも達した暴風により、マストのワイヤが切れたことをきっかけに、飛行船が左右に烈しくのたうち回ったことから、これ以上は手に負えないと判断したスタッフがリップパネルを開き、ガスを抜かれた。この災害被害により、飛行船は消滅した[1]。
飛行船が消滅したことから、この後、日立の広報活動は、宣伝列車の「日立ポンパ号」にバトンタッチされることになった。
その一方で、この飛行船が消滅した後に間もなく、日本飛行船株式会社が解散したが、複数の企業が飛行船広告に名乗りを挙げたことから、1971年9月にオリエント飛行船株式会社が設立され、積水ハウスが飛行船広告のスポンサーとする飛行船レインボー号へと引き継がれることになった。
その後、2004年にはタカラのラジコン飛行船「SKYSHIP」シリーズのひとつとしてキドカラー号が発売されている。

## 歴史
- 1942年 アメリカ海軍の練習船として就航開始(TZ123000型、L-0019号)
- 1955年 アメリカ海軍から民間に払い下げられる(N65N号)
- 1956年 西ドイツに売却され、D-LAVO号となる
- 1957年 西ドイツの百貨店シュバーブ社が広告に用いる自家用船となり、D-LISA号となる
- 1968年 日本飛行船株式会社が飛行船を50万マルクで買収し、飛行船キドカラー号(JA1001)となる
- 1968年9月1日 キドカラー号が日本国内で初飛行に成功
- 1968年10月18日 キドカラー号が営業飛行を開始
- 1969年4月4日 徳島市の津田海岸埋め立て地で強風により崩壊